# Восточноафриканский университет
Восточноафриканский университет (англ. East Africa University, EAU, араб. جامعة شرق أفريقيا‎) — некоммерческий университет в автономном штате Пунтленд на северо-востоке Сомали, а также в соседнем Сомалиленде. Основанный в торговой столице Босасо, он имеет дополнительные филиалы в Буходле, Галдогобе, Галькайо, Гароуэ и Кардо, а также в Эригабо в Сомалиленде. Предлагает курсы на семи основных факультетах, включая медицину, инженерию, ветеринарию, бизнес-администрирование, изучение шариата. Он также имеет центр дистанционного обучения.

## Обзор

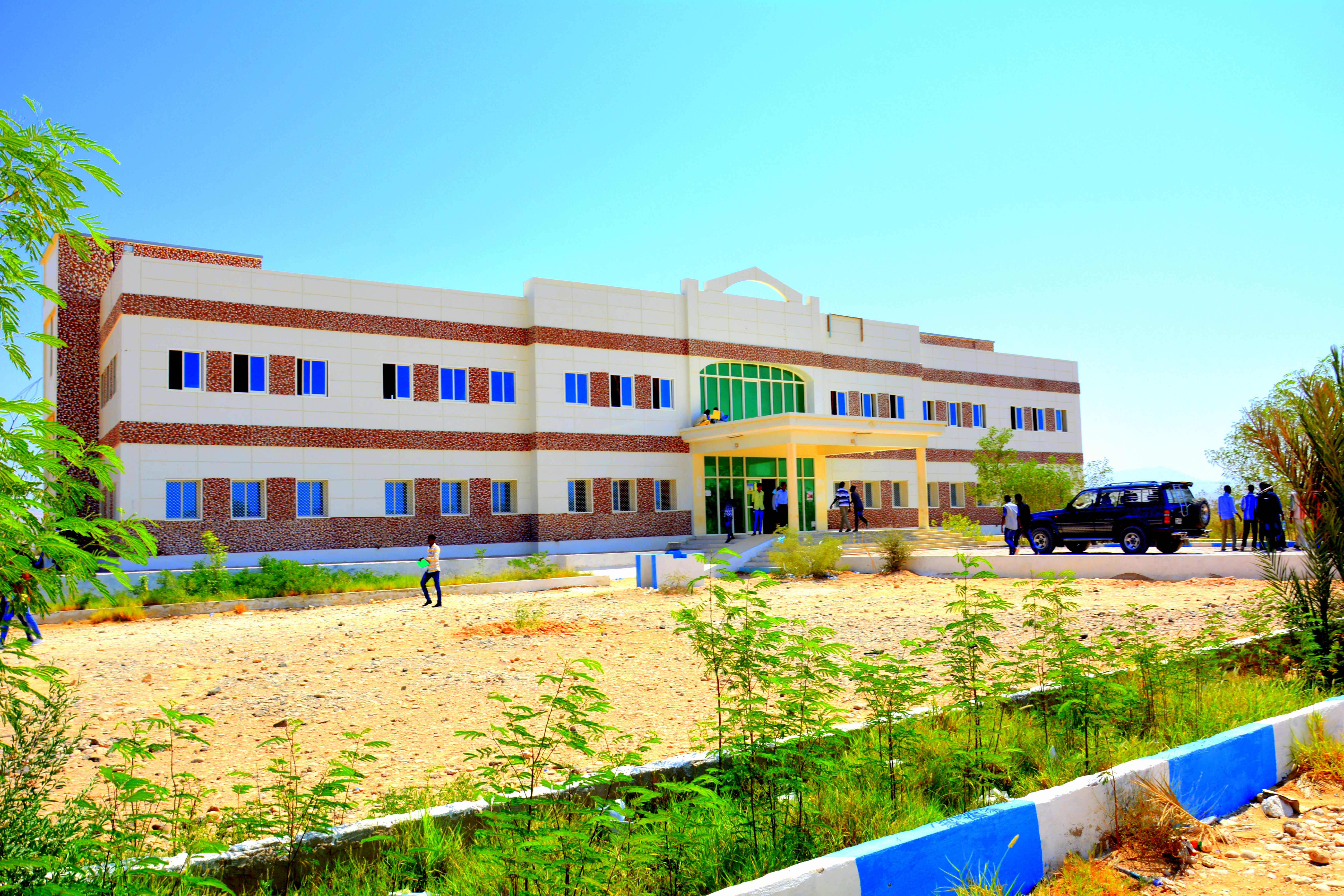
Штаб-квартира Восточноафриканского университета

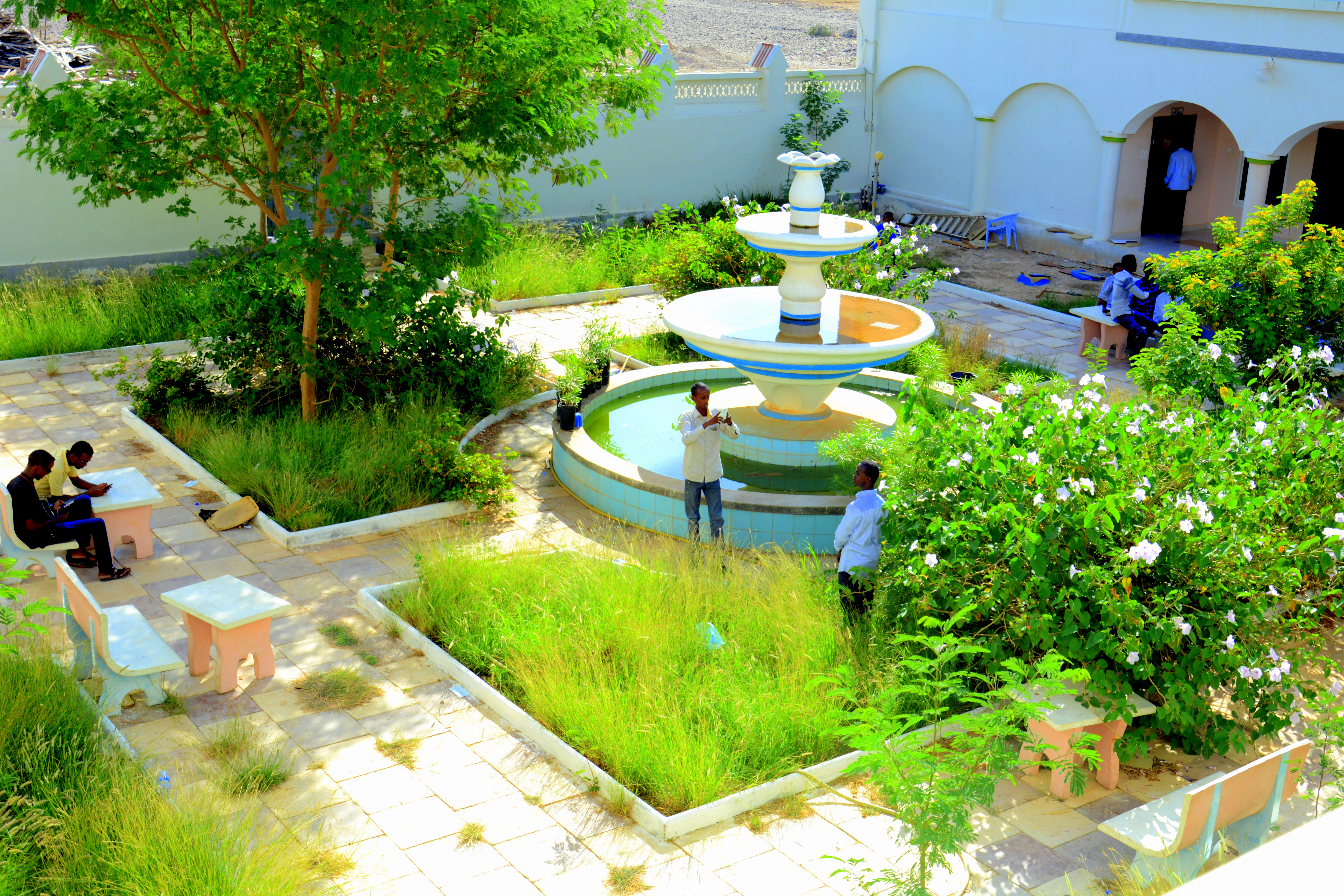
Штаб-квартира Восточноафриканского университета

Восточноафриканский университет, бывший университет Бендер-Кассима, был основан в 1999 году в Босасо группой сомалийских учёных. Он начал предлагать курсы в октябре 1999 года примерно для 500 студентов.
Официальная церемония закладки фундамента первоначального кампуса колледжа, расположенного примерно в 5 км (3,1 мили) от центра города, состоялась в марте 2000 года. В ней приняли участие правительственные чиновники Пунтленда, деловые круги и группы гражданского общества, и просто многие граждане. Первая группа студентов выполнила требования к получению степени в феврале 2005 года и закончила обучение через несколько месяцев, в июне.
EAU изначально предлагал курсы по двум основным направлениям: арабскому языку и исламоведению, а также деловому администрированию в отведённом для этой цели колледже. Позже он расширился и стал включать дополнительные языковые курсы. Впоследствии были наняты дополнительные профессора, чтобы приспособиться к расширенной программе.
EAU предлагает различные программы и дипломы студентам бакалавриата Сомали.

## Филиалы
Первоначально Восточноафриканский университет располагался в пригороде Босасо, расположенном на крайнем северо-востоке провинции Бари. Однако с тех пор он расширил свою деятельность и открыл новые филиалы в Эригабо, Галдогобе, Галькайо, Буходле, Гароуэ и Кардо. 18 апреля 2012 года университет открыл седьмой филиал в Буходле для обслуживания студентов из Айнского района.
18 марта 2013 года правительство Пунтленда пожертвовало землю в Гароуэ, чтобы способствовать росту учреждения в административной столице.

## Программы и степени
По состоянию на 2013 год кампус университета в Босасо специализируется на бизнесе и социальных науках. Его филиал в Галькайо помимо медицинских наук занимается информатикой и инженерией.
Трёх-, четырёх- или пятилетние степени бакалавра присуждаются всем студентам бакалавриата после успешного выполнения требований курса. Высший институт медицинских наук в кампусе Галькайо также предлагает двухгодичные дипломы по общему сестринскому делу и медицинскому лабораторному делу.
В целях развития потенциала статистического департамента правительства Пунтленда университет также предлагает краткосрочные курсы для Министерства планирования и международного сотрудничества Пунтленда. Эти занятия состоят из трёх этапов, каждый из которых проводится во второй половине дня в течение четырёх месяцев.
Кроме того, учреждение предлагает короткие курсы, предназначенные для юристов.

## Факультеты/кафедры

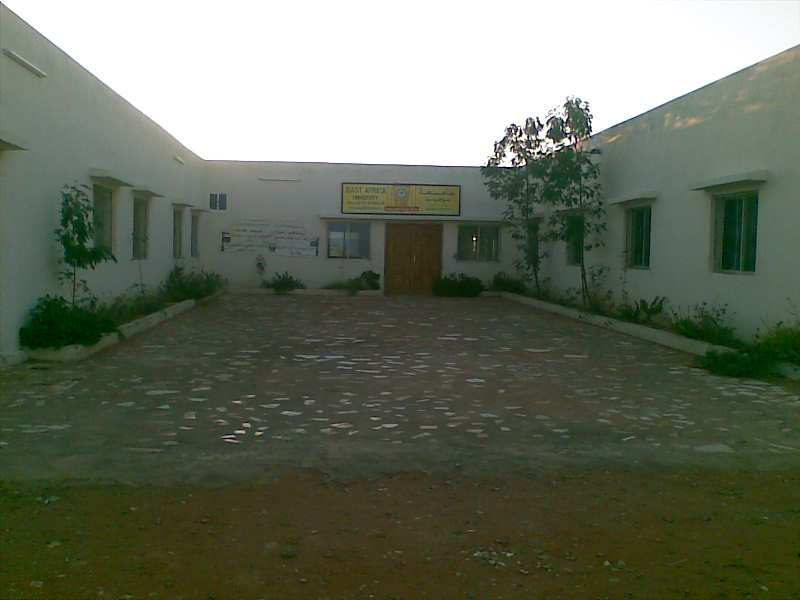
Кампус университета в Галькайо, один из 3 филиалов в Пунтленде.

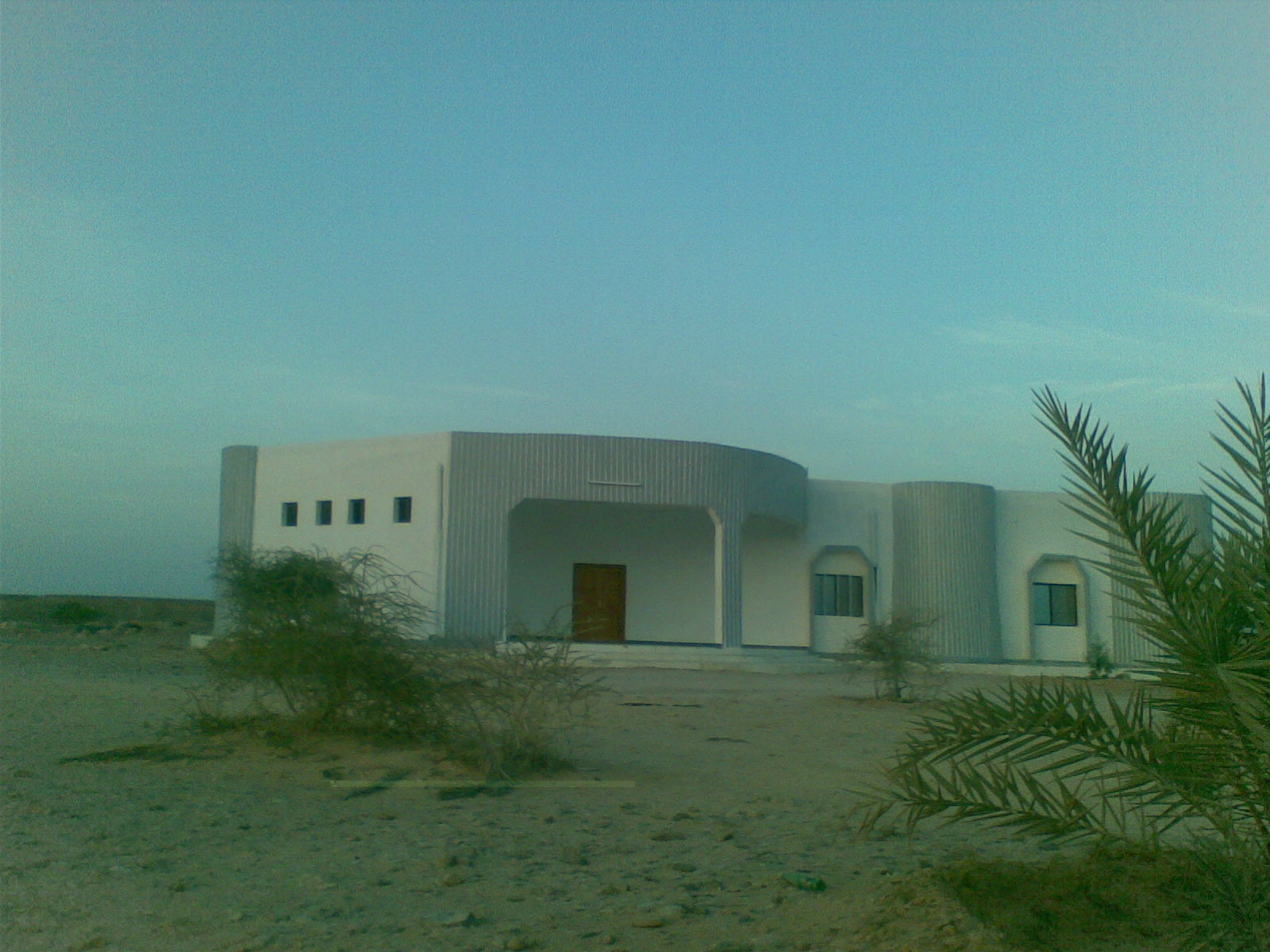
Альтернативный вход в кампус Босасо EAU.

EAU предлагает курсы бакалавриата на девяти факультетах бакалавриата. К ним относятся:
Основные факультеты
- Факультет государственного управления
- Факультет делового администрирования
- Факультет шариата и исламоведения
- Факультет компьютерных наук
- Факультет образования
- Факультет медицины
- Факультет медицинских наук
- Экономический факультет
- Факультет права
- Инженерный факультет
- Факультет ветеринарии
- Факультет общественного развития

Академические программы
- Бакалавр бизнес-администрирования
- Бакалавр шариата и исламоведения
- Бакалавр компьютерных наук
- Бакалавр образования
- Бакалавр экономики
- Бакалавр инженерии
- Бакалавр ветеринарии
- Бакалавр общественного развития
- Бакалавр медицины

## Виртуальный дистанционный электронный учебный центр
Помимо обучения в классе, университет предлагает дистанционное обучение через свой Виртуальный дистанционный электронный учебный центр (VDEL). Программа VDEL направлена на облегчение доступа к международному пулу знаний; предлагает стандартное образование с помощью информационных технологий; выполняет местные требования в отношении образования, профессиональных курсов и обучения; предлагает онлайн-классы для завершения и улучшения существующих курсов; упрощает доставку дополнительных учебных материалов студентам и магистрантам; задействует институциональные ресурсы для содействия национальному и общинному развитию; позволяет пользоваться цифровыми библиотеками; связывается с другими глобальными онлайн-университетами; и привлекает к дальнейшему сотрудничеству с другими международными организациями.

## Финансирование
Финансирование университета поступает как от местных, так и от международных спонсоров.